# Aquaman (film)
Série DC Extended Universe
Justice League
(2017) Shazam!
(2019)
Série Aquaman
Aquaman et le Royaume perdu
(2023)
Pour plus de détails, voir Fiche technique et Distribution.
Aquaman est un film de super-héros américano-australien réalisé par James Wan, sorti en 2018. Il met en vedette Jason Momoa dans le rôle-titre, ainsi que Willem Dafoe, Nicole Kidman, Dolph Lundgren et John Rhys-Davies dans des rôles secondaires.
Il s'agit de la première aventure solo d'Aquaman, déjà apparu brièvement dans Batman v Superman : L'Aube de la justice (2016) et, plus longuement, dans Justice League (2017) de Zack Snyder. Ce film est le sixième du DC Extended Universe,.
Le film suit Arthur Curry, alias Aquaman, qui est un super-héros dont l'univers de prédilection est le monde aquatique. Préférant vivre dans le monde des humains à la surface, les velléités bellicistes des Atlantes partisans de la guerre avec la Surface vont l'amener à devenir le roi des océans.
Recevant de bonnes critiques pour ses effets spéciaux et ses acteurs, il est également un gros succès du box-office mondial : c'est l'adaptation d'une publication de DC Comics la plus lucrative, surpassant The Dark Knight Rises (2012). Il est également le 5e meilleur film de l'année 2018 au box-office et l'un des plus gros succès du box-office mondial. Une suite est sortie en 2023 sous le titre d'Aquaman et le Royaume perdu.

## Synopsis

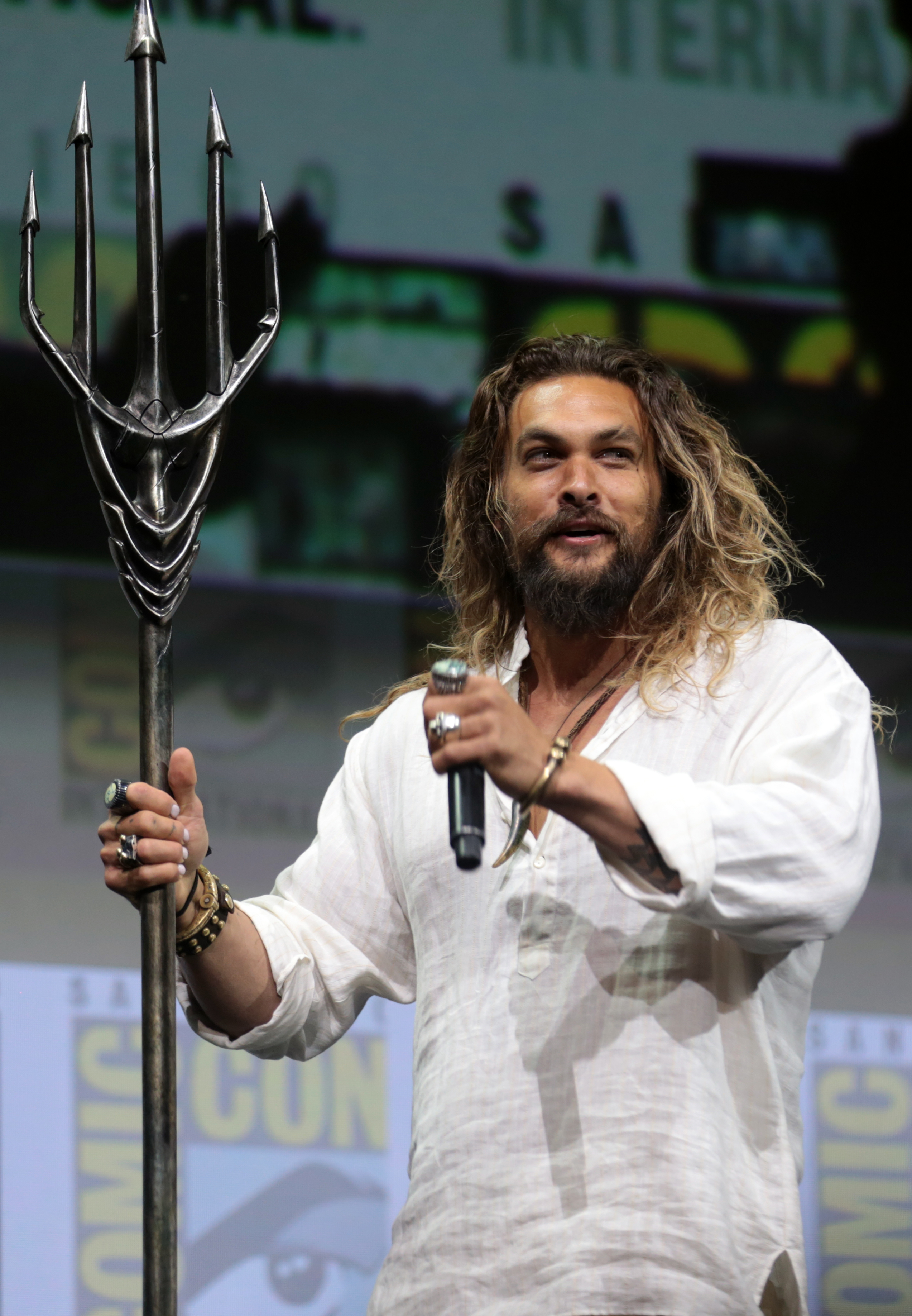
Aquaman sur le plateau avec son trident

En 1985, à Amnesty Bay, dans le Maine, le gardien de phare Thomas Curry découvre Atlanna, une Atlante blessée, qu'il recueille et soigne. L'homme de la terre et la femme de la mer tombent vite amoureux. De leur amour, Arthur naît environ un an plus tard. Trois ans plus tard, des soldats du roi Orvax de l'Atlantide retrouvent sa promise, Atlanna, celle-ci doit retourner dans son royaume et laisser son fils à Tom, craignant que les Atlantes ne les tuent tous les trois si elle ne revient pas. Dix ans plus tard, dans l'aquarium de Boston, dans le Massachusetts, le jeune Arthur est en excursion avec sa classe lorsqu'il est victime d'intimidation de la part de deux de ses camarades. Après avoir été projeté contre la vitre d'une grande fenêtre de l'aquarium, un requin-bouledogue riposte en se jetant sur les deux élèves. Le requin s'est jeté sur eux avec une telle vitesse qu'il a brisé la vitre de l'aquarium, provoquant la panique. Arthur réussit à calmer le requin en communiquant (par écholocation) avec lui et les autres poissons de l'aquarium, mais ce faisant, ses yeux se mettent à briller, et révèle sous le regard émerveillé des visiteurs sa capacité à communiquer avec la faune marine.
En 2018, un sous-marin russe d'attaque de classe Akula est attaqué par des pirates high-tech (des pirates utilisant des technologies de pointe), dont le chef est Jesse Kane (fils d'un des premiers hommes-grenouilles de l'US Navy au cours de la Seconde Guerre mondiale). Aquaman arrive et les neutralise. Il laisse mourir Jesse, ce qui lui attire la haine viscérale de son fils David. Le sous-marin russe coule au fond de l'océan. Plus tard, Arthur retrouve son père au phare, qui l'invite à prendre le petit déjeuner. Quelque part dans l'Atlantique, Orm, roi de l'Atlantide et demi-frère d'Arthur, organise avec Nuidis Vulko (le vizir de Orm et le mentor secret d'Arthur) une rencontre avec le roi Nérée du royaume de Xebel dans l'ancien conseil des rois des sept royaumes (le Royaume de l'Atlantide, de Xebel, de Brine, des Fishermen, des Déserteurs, de la Fosse et la Nation Perdue). Orm veut que Xebel soit le premier royaume à se joindre à son alliance afin d'attaquer les hommes de la Surface, surnommés les Surfaciens. En effet, il est excédé par les exactions commises par le monde de la Surface sur les océans (pollution, surpêche) et a décidé de déclarer la guerre aux Surfaciens. Or de par la loi, il lui faut quatre des sept royaumes pour attaquer la Surface. La Nation Perdue et les Déserteurs ont péri il y a longtemps. La Fosse ne compte que des bêtes sauvages. Les Brines ne rejoindront pas l'alliance du roi Orm et les Fishermen sont lâches de nature. Alors sans Nérée et son armée pour les convaincre, les projets de Orm ne peuvent aboutir. Mais Nérée se doute qu'une fois que Orm aura obtenu l'allégeance des quatre royaumes, il sera déclaré « Maître de l'Océan ». En qualité de ce titre, Orm commandera la plus grande armée de la planète. Alors que Orm discutent avec Nérée au sujet de l'existence d'Arthur, ils sont attaqués par un sous-marin. De nombreux Atlantes sont tués dans l'affrontement. Orm parvient à mettre hors d'état de nuire le sous-marin. Nérée, jusque-là réticent contre le projet de Orm ; il décide de se joindre à lui et ils lancent un avertissement aux Surfaciens.
En pleine mer du Nord, il s'avère que les Kane ont été secrètement mandatés par Orm pour manipuler le roi Nérée. Le sous-marin qui avait attaqué lors de la réunion était l'Akula. Orm lui donne des pièces d'or pour ses services. Pendant ce temps, la femme atlante (qu'Arthur avait rencontrée lors de l'attaque de Steppenwolf), demande à Arthur de la suivre en Atlantide : en tant que fils aîné de la reine Atlanna, Arthur peut contester le trône à Orm. Peu de temps après, une vague gigantesque s'abat sur les côtes, rejetant les navires humains et des tonnes de déchets sur les côtes et rendant les plages inutilisables. Arthur en fait les frais : alors qu'il rentrait chez lui avec son père en voiture, la vague s'est abattue sur leur voiture, manquant de noyer son père. Elle sauve la vie de Tom grâce à ses pouvoirs hydrokinétiques. Après cela, Arthur lui demande son nom et elle révèle qu'elle est la princesse Y'Mera Xebella Challa. Bien que les médias se demandent s'il s'agit d'une catastrophe naturelle, sur un plateau de télévision, le Dr Stephen Shin, qui est l'auteur du livre « Les Atlantes parmi nous : une histoire secrète », annonce qu'il s'agit du premier contact avec les Atlantes et que s'ils doutent de lui, il leur dit qu'il y a déjà un Atlante parmi les humains : Aquaman.
Arthur et Mera se rendent en Atlantide. Ils vont dans un lieu sûr dans la Vieille Ville. Les Bien-Nés (les Atlantes de haute naissance) ne s'aventurent jamais sur le plancher océanique. Ils se rendent dans un galion de pirate utilisant une poche d'air pour plus de sureté. Seuls les Bien-Nés respirent l'air comme l'eau. À l'intérieur, Vulko informe Mera qu'à la suite de l'attaque du sous-marin, son père, le roi Nérée, se range aux côtés de l'Atlantide. Et donne ainsi à Orm une flotte assez grande pour forcer les deux autres royaumes à le suivre. Pour empêcher cette guerre, Arthur doit détrôner Orm. Mais pour cela, il doit prouver qu'il en est digne en s'emparant du Trident Perdu du roi Atlan. Vulko explique que ce trident est l'œuvre des plus grands armuriers de l'Histoire, forgé avec de l'acier de Poséidon pour le roi Atlan, premier souverain de l'Atlantide. Selon la légende, l'arme fut dotée de tous les pouvoirs sur les mers. Quand le roi Atlan régnait sur toute chose et quand les sept royaumes atlantes ne faisaient qu'un avant le Grand Effondrement de l'Atlantide, ce fut une ère de grande prospérité et d'énormes progrès technologiques. Les Atlantes avaient percé le secret de l'énergie illimitée tandis que le reste du monde croyait toujours la Terre plate. Mais ils devinrent trop ambitieux et trop avides de pouvoir. Après avoir tenté d'utiliser le Trident comme une source d'énergie, son pouvoir créa une onde de choc qui détruisit le Royaume. L'océan les engloutit et l'Atlantide sombra. Mais la force même qui avait anéanti leur civilisation traça également la voie de leur avenir. Il leur donna l'aptitude à respirer sous l'eau. Et ainsi, ils ont évolué. Contrairement aux Atlantes et aux Xebeliens, qui ont gardé une apparence humaine, les Brines, les Fishermen, les Déserteurs et les habitants de la Fosse ont évolué vers des formes non humanoïdes. Quant au roi, il passa ses derniers jours en exil volontaire. Ni lui ni son trident n'ont jamais reparu. Il y a quelques mois, une de leurs équipes d'archéologues a découvert un artéfact cylindrique, contenant un enregistrement ancestral de la première dynastie. Vulko pense qu'il recèle la dernière annonce d'Atlan à son peuple ainsi que l'emplacement de son trident sacré. Ce cylindre vient du Royaume des Déserteurs. Il demande à Arthur d'aller là-bas pour extraire le message. L'indice menant à la tombe d'Atlan est à l'intérieur.
Une explosion se produit dans le galion. Arthur est attaqué par la garde frontalière. Vulko et Mera se cachent et partent discrètement. Il finit par être capturé et emmené devant Orm. Arthur provoque son demi-frère pour qu'il le défie en combat singulier, étant sûr de sa victoire : si Arthur est peu à peu devenu un combattant redoutable en surface grâce à ses capacités et à l'entraînement qu'il avait reçu de Vulko, Orm a quant à lui passé toute sa vie sous l'eau et aura l'avantage durant le duel. Avant le début du combat, il découvre que Mera est la promise de Orm. Lors du duel dans l'anneau de feu, Orm prend rapidement le dessus et brise le trident d'Arthur pendant le duel ; désormais vulnérable, il est récupéré par Mera, qui l'évacue alors qu'ils sont pourchassés par les gardes atlantes. Mera avait compris que son père n'était pas dupe des manigances de Orm et qu'il avait saisi le prétexte de l'attaque des Surfaciens pour se lancer dans cette guerre qu'il voulait lui aussi. Le duo se rend donc dans le Sahara occidental pour trouver le Royaume des Déserteurs. Sur une île de l'océan Indien, Kane est toujours farouchement décidé à venger la mort de son père. Le commando d'élite de Orm arrive et remet à Kane des prototypes d'armures pour la prochaine génération de soldats atlantes. Il place Kane à la tête de son commando pour tuer Arthur et Mera. Alors qu'ils sont dans le désert, Mera révèle à Arthur que les Déserteurs se sont séparés de l'Atlantide et s'étaient installés ici quand le Sahara était encore une mer fermée. L'assèchement des eaux a fait périr tous les habitants. C'est alors qu'ils s'enfoncent sous le sable et arrivent dans le Royaume des Déserteurs. Sur place, ils trouvent une salle d'armes, où se trouve une machine leur permettant d'écouter le message du roi Atlan et trouvent une carte indiquant qu'ils doivent se rendre en Sicile. Pendant ce temps, Orm soumet le Royaume des Fishermen en tuant son roi Ricou et en menaçant son héritière. En Sicile, Arthur et Mera trouvent le chemin vers l'étape suivante en se servant de la bouteille qui contenait la carte. Mais à peine ont-ils découvert l'indice qu'ils sont confrontés à Kane, qui se fait désormais appeler Black Manta (pour honorer son grand-père nommé Manta par les hommes de son unité pendant la Seconde Guerre mondiale). Au terme d'un violent combat sur les toits des maisons siciliennes, Manta tombe d'une falaise et finit dans l'océan, mais Arthur a subi plusieurs blessures. Mera, qui s'est entretemps défaite de ses assaillants, le soigne et l'emmène à leur prochaine étape.
Ils doivent franchir le Royaume de la Fosse, un lieu de mort et abyssal. Après cela, ils franchissent un tourbillon sous-marin et arrivent dans la Mer Cachée, le noyau terrestre. Sur place, Arthur et Mera découvrent, abasourdis, qu'Atlanna est vivante. Après la naissance de Orm et après que le roi Orvax eut découvert qu'Atlanna avait eu un enfant avec un Surfacien, elle fut sacrifiée à la Fosse, mais elle est parvenue à survivre durant vingt ans. Elle leur apprend également que seul le Trident d'Atlan, qui se trouve non loin de là, pourrait permettre de franchir le portail qui les a menés ici. Mais le Trident est gardé par le Karathen, un monstre redoutable qui ne laissera passer que le vrai roi. En dépit du risque, Arthur se présente devant le Karathen ; au début hostile, ce dernier est stupéfait de voir qu'il peut communiquer avec lui tout comme en était capable le roi Atlan. Il le laisse toucher l'arme, mais s'il n'est pas méritant, il mourra comme tous ceux qui ont tenté de s'en emparer depuis mille ans. C'est alors que le Trident reconnaît Arthur comme le seul vrai roi de l'Atlantide. Revêtu d'une tenue semblable à celle du roi Atlan, Arthur revient auprès de Mera et Atlanna.
Pendant ce temps, les forces atlantes, xebeliennes et fishermen lancent un assaut éclair sur le dernier royaume à soumettre pour pouvoir déclarer la guerre aux Surfaciens, le Royaume de Brine. La bataille est féroce. Tandis que Orm s'apprête à éliminer le roi de Brine, Arthur surgit des profondeurs en chevauchant le Karathen, et grâce à sa capacité à communiquer avec les créatures marines, capacité encore amplifiée par le Trident d'Atlan (qui lui permet aussi de communiquer avec les créatures de la Fosse), Arthur défait une grande partie des vaisseaux et des montures utilisés par les Atlantes, les Xebeliens et les Fishermen. Il reprend ensuite son duel face à Orm et cette fois-ci le vainc en utilisant son nouveau trident et en appliquant une botte secrète de Vulko, une fois le combat amené hors de l'eau. Alors que son frère demande qu'il l'achève, Atlanna s'interpose et demande que cesse le combat. Orm est emmené prisonnier et Aquaman, qui s'est rapproché de Mera, est désormais roi de l'Atlantide de plein droit. Atlanna, quant à elle, rejoint Tom après trente ans d'absence.
Scène inter-générique
David Kane est retrouvé en mer et sauvé par le Dr Stephen Shin. Quand Kane se réveille, Shin est en train d'étudier son équipement endommagé, et lui demande s'il s'agit bien de technologie atlante. David répond qu'il lui dira où il a obtenu cette technologie s'il l'aide à retrouver Aquaman.

## Fiche technique
Sauf indication contraire, les informations mentionnées dans cette section peuvent être confirmées par la base de données cinématographiques IMDb,  présente dans la section « Liens externes ».
- Titre original et français : Aquaman
- Réalisation : James Wan
- Scénario : David Leslie Johnson-McGoldrick et Will Beall, d'après une histoire de James Wan, Will Beall et Geoff Johns, d'après le personnage Aquaman créé par Paul Norris et Mort Weisinger en 1941
- Musique : Rupert Gregson-Williams
- Direction artistique : Bill Booth, Richard Hobbs, Eugene Intas, Michelle McGahey, Fred Palacio et Desma Murphy
- Décors : Bill Brzeski
- Costumes : Kym Barrett
- Photographie : Don Burgess
- Son : Eric Beam, Joe Dzuban, Tim LeBlanc
- Montage : Kirk M. Morri (de)
- Production : Rob Cowan et Peter Safran
  - Production exécutive : Khadija Alami (Maroc) et Enzo Sisti (Italie)
  - Production déléguée : Geoff Johns, Deborah Snyder, Zack Snyder, Jon Berg et Walter Hamada (en)
  - Production associée : Mark O'Neill (Terre-Neuve)
- Sociétés de production[6] : DC Entertainment, Warner Bros., The Safran Company, Panoramic Pictures et DC Films (non crédité)
- Société de distribution : Warner Bros.
- Budget : 180 millions de $[7]
- Pays de production :  États-Unis,  Australie
- Langues originales : anglais, russe, maori, italien
- Format[8] : couleur - D-Cinema - 2,39:1 (Cinémascope) - son Dolby Digital | DTS (DTS: X) | Auro 11.1 | Dolby Surround 7.1 | 12-Track Digital Sound | Dolby Atmos
- Genre : Action, aventure et fantasy
- Durée : 143 minutes
- Dates de sortie[9] :
  - Royaume-Uni : 26 novembre 2018 (première mondiale à Londres)[10]
  - France, Belgique, Suisse romande : 19 décembre 2018[11],[12]
  - États-Unis, Québec : 21 décembre 2018[13]
  - Australie : 26 décembre 2018
- Classification[14] :
  - États-Unis : accord parental recommandé, film déconseillé aux moins de 13 ans (PG-13 - Parents Strongly Cautioned)[Note 1]
  - Australie : recommandé pour les personnes de plus de 15 ans (M - Mature)
  - France : tous publics (conseillé à partir de 8 ans)[15],[16]
  - Belgique : tous publics (Alle Leeftijden)[11]
  - Suisse romande : interdit aux moins de 12 ans[17]
  - Québec : tous publics - déconseillé aux jeunes enfants (G - General Rating)[13]

## Distribution
- Jason Momoa (VF : Xavier Fagnon ; VQ : Louis-Philippe Dandenault) : Arthur Curry / Aquaman
  - Kekoa Kekumano (VF : Julien Crampon) : Arthur à 16 ans
  - Otis Dhanji : Arthur à 13 ans
  - Kaan Guldur : Arthur à 9 ans
- Amber Heard (VF : Chloé Berthier ; VQ : Camille Cyr-Desmarais) : Mera, princesse de Xebel
- Willem Dafoe (VF : Éric Herson-Macarel ; VQ : Sylvain Hétu) : Nuidis Vulko
- Patrick Wilson (VF : Alexis Victor ; VQ : Frédéric Desager) : Orm Marius / Maître de l'Océan, demi-frère d'Aquaman
- Nicole Kidman (VF : Danièle Douet ; VQ : Anne Bédard) : Atlanna, mère d'Aquaman et ancienne reine de l'Atlantide
- Dolph Lundgren (VF : Luc Bernard ; VQ : Marc-André Bélanger) : Nérée, roi de Xebel
- Yahya Abdul-Mateen II (VF : Baudouin Sama ; VQ : Martin Desgagné) : David Kane / Black Manta
- Temuera Morrison (VF : Bruno Dubernat ; VQ : Manuel Tadros) : Thomas « Tom » Curry, le père d'Aquaman
- Ludi Lin (VF : Martin Faliu ; VQ : Pierre-Étienne Rouillard) : Capitaine Murk, leader de l'armée de l'Atlantide
- Michael Beach (VF : Bruno Henry ; VQ : René Gagnon) : Jesse Kane, le père de Black Manta
- Randall Park (VF : Jérémy Bardeau ; VQ : Gabriel Lessard) : Dr. Stephen Shin
- Graham McTavish (VF : Jean Barney ; VQ : Normand D'Amour) : Atlan, le premier roi de l'Atlantide
- Djimon Hounsou (VF : Frantz Confiac ; VQ : François L'Écuyer) : Sir Ricou, le roi des Fishermen (voix)
- Sophia Forrest : la princesse des Fishermen
- Leigh Whannell : le pilote de l'avion
- John Rhys-Davies (VF : Jérémie Bédrune) : le roi Brine (voix)
- Julie Andrews : le Karathen (voix)
Version française
  - Studio de doublage : Dubbing Brothers
  - Direction artistique : Hervé Rey
  - Adaptation : Pierre Arson

Sources et légende : Version française (VF) sur AlloDoublage Version québécoise (VQ) sur Doublage Québec

## Production

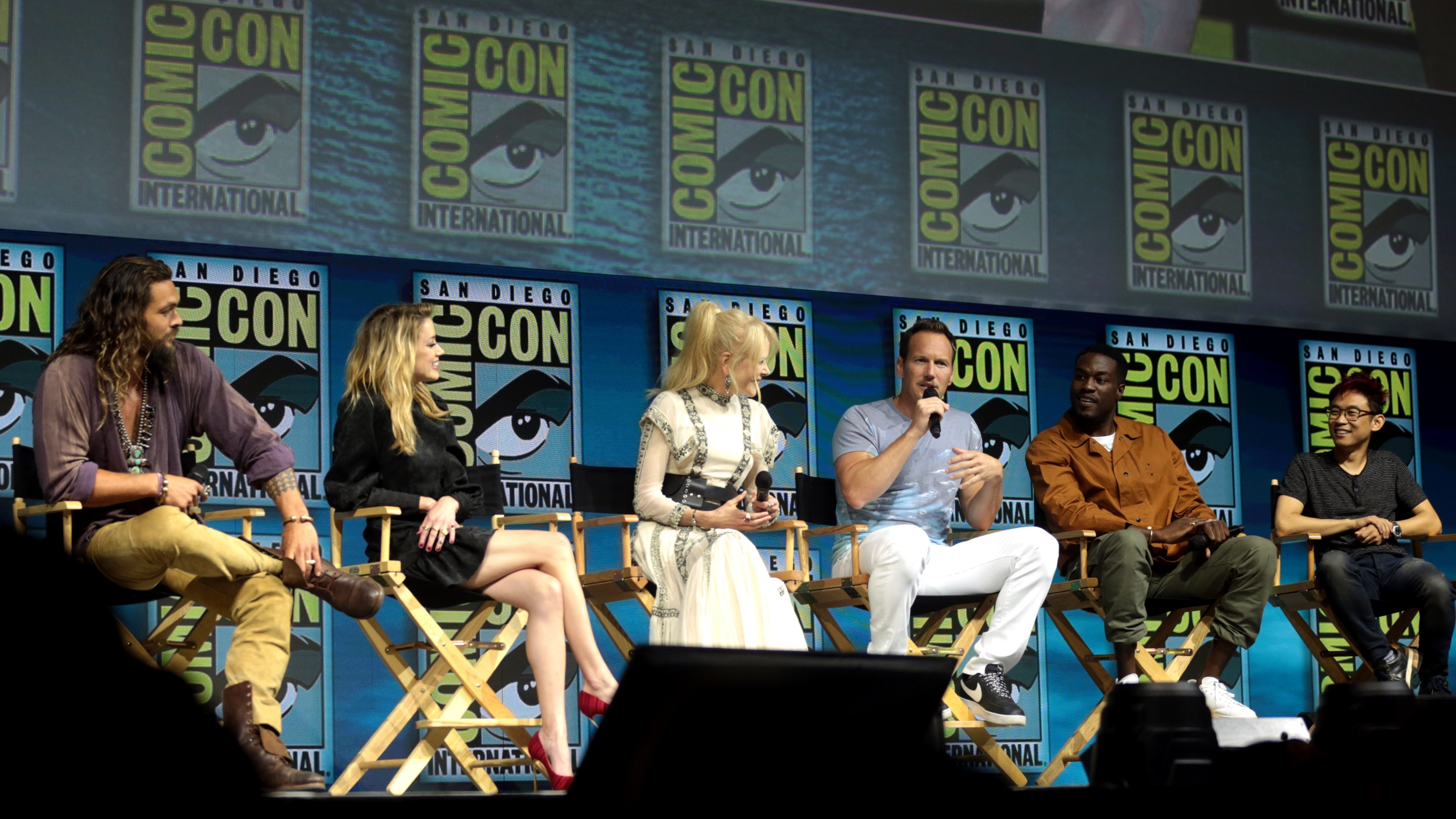
Une partie de l'équipe du film Aquaman au Comic-Con 2018. De gauche à droite : Jason Momoa, Amber Heard, Nicole Kidman, Patrick Wilson, Yahya Abdul-Mateen II et le réalisateur James Wan

### Genèse et développement
En 2004, FilmJerk.com rapporte que les producteurs Jeremiah et Jason Riche et leur société Sunrise Entertainment envisagent de développer un film sur Aquaman pour Warner Bros. d'après un scénario de Ben Grant. Cependant, le projet ne se concrétise pas. En juillet 2009, il est révélé que le film est cette fois en développement chez Appian Way, la société de Leonardo DiCaprio. Barry Meyer, PDG de Warner Bros., confirme que le film est toujours d'actualité.
En août 2014, Warner Bros. charge Will Beall et Kurt Johnstad d'écrire chacun un scénario différent. En avril 2015, The Hollywood Reporter annonce que James Wan est le premier choix pour le poste de réalisateur. Il est confirmé en juin 2015. En novembre 2015, David Leslie Johnson (en) est engagé comme scénariste. Finalement, il est révélé plus tard que James Wan et Geoff Johns ont décidé de développer un tout nouveau scénario, écrit par Will Beall.
La préproduction débute en Australie courant novembre 2016,

### Attribution des rôles
En octobre 2014, lors d'une entrevue avec ComicBook.com, Jason Momoa révèle qu'il se prépare pour le rôle pour Justice League, ne sachant pas encore si le film solo sur Aquaman sortira avant ou après. En décembre 2014, il est annoncé qu'il a signé un contrat pour quatre films de l'univers cinématographique DC.
En janvier 2016, The Hollywood Reporter annonce qu'Amber Heard est envisagée pour le rôle féminin principal, Mera. Elle sera confirmée deux mois plus tard. En avril 2016, Willem Dafoe obtient le rôle de Nuidis Vulko. En décembre, Patrick Wilson est confirmé dans le rôle de l'antagoniste Ocean Master. En janvier 2017, il est révélé que Nicole Kidman est entrée en négociations pour jouer la reine Atlanna. L'actrice confirme sa participation deux mois plus tard.
L'acteur sino-canadien Ludi Lin décroche un rôle le 15 mai 2017. En juin 2017, Michael Beach est annoncé dans le rôle d'un pirate nommé Jesse Kane.

### Tournage
Le tournage débute en Australie le 2 mai 2017, sous le titre provisoire de Ahab. La majorité du tournage a lieu dans les Village Roadshow Studios sur la Gold Coast. Il aura également lieu à Terre-Neuve (Canada), en Sicile, et au Maroc. Il s'achève le 21 octobre 2017.

## Musique
Bandes originales de l'univers cinématographique DC
Justice League
(2018) Shazam!
(2019)
Rupert Gregson-Williams est annoncé comme compositeur du film en mars 2018. Il a déjà travaillé dans l'univers cinématographique DC en composant la musique de Wonder Woman (2017). L'album de la bande originale sort chez WaterTower Music le 14 décembre 2018,.
L'album contient par ailleurs une chanson inédite du rappeur Pitbull, Ocean to Ocean, qui utilise un sample et le refrain de Africa de Toto. On peut également entendre dans le film plusieurs chansons qui n'apparaissent pas sur l'album: It's No Good de Depeche Mode, dans une version remixée, She's a Mystery to Me de Roy Orbison, Sæglópur de Sigur Rós, Safari Song de Greta Van Fleet.

### Liste des titres
Toutes les chansons sont écrites et composées par Rupert Gregson-Williams, sauf exceptions notées.
| No  | Titre                                       | Interprètes        | Durée |
| --- | ------------------------------------------- | ------------------ | ----- |
| 1.  | Everything I Need (Film Version)            | Skylar Grey        | 3:16  |
| 2.  | Arthur                                      |                    | 4:40  |
| 3.  | Kingdom of Atlantis                         |                    | 3:26  |
| 4.  | It Wasn't Meant to Be                       |                    | 3;22  |
| 5.  | Atlantean Soldiers                          |                    | 3:35  |
| 6.  | What Does That Even Mean?                   |                    | 3:23  |
| 7.  | The Legend of Atlan                         |                    | 1:57  |
| 8.  | Swimming Lessons                            |                    | 3:03  |
| 9.  | The Black Manta                             |                    | 2:49  |
| 10. | What Could Be Greater Than a King?          |                    | 5:23  |
| 11. | Permission to Come Aboard                   |                    | 2:16  |
| 12. | Suited and Booted                           |                    | 4:25  |
| 13. | Between Land and Sea                        |                    | 2:55  |
| 14. | He Commands the Sea                         |                    | 3:34  |
| 15. | Map in a Bottle                             |                    | 2:15  |
| 16. | The Ring of Fire                            |                    | 4:57  |
| 17. | Reunited                                    |                    | 1:31  |
| 18. | Everything I Need                           | Skylar Grey        | 3:20  |
| 19. | Ocean to Ocean                              | Pitbull feat. Rhea | 2:25  |
| 20. | Trench Engaged (From Kingdom of the Trench) | Joseph Bishara     | 2:29  |

## Accueil

### Accueil critique
Mondialement, il obtient également des critiques plutôt positives,,. Il obtient un taux d'approbation de 65 % sur Rotten Tomatoes et une note Metacritic de 55/100.

### Box-office
Le film sort d'abord dans plusieurs pays asiatiques, comme la Chine, Taïwan, les Philippines ou encore l'Indonésie. En Chine, le film récolte 350 millions de dollars pour son premier week-end et devient le plus gros succès dans le pays d'un film de l'univers cinématographique DC. Avec plus de 135,9 millions de dollars de recettes amassés en Chine en seulement 3 jours, il surpasse tous les films DC et Marvel dans ce pays, ce qui est un record.
Le film est un énorme succès, dépassant les prédictions du studio, en amassant plus de 1 milliard de dollars de recettes (pour un budget estimé entre 160 et 200 millions de dollars), tout en étant acclamé par la critique pour ses effets spéciaux spectaculaires et le jeu des acteurs. Il encaisse 143 millions la première semaine au box office domestique et devient le troisième comic le plus rentable de l histoire en première semaine derrière  infinity war et iron man 3,,.
Il est également le 5e meilleur film au box-office de l'année 2018,.
En France, le film totalise 3 271 826 entrées, ce qui est le deuxième plus grand succès de Dolph Lundgren, après Rocky IV.
| Pays ou région        | Box-office        | Date d'arrêt du box-office | Nombre de semaines |
| --------------------- | ----------------- | -------------------------- | ------------------ |
| États-Unis Canada     | 335 104 314 $     | 4 avril 2019               | 15                 |
| Chine                 | 298 333 496 $     | 5 février 2019             | 9                  |
| France                | 3 271 826 entrées | 5 mars 2019                | 11                 |
| Allemagne             | 2 001 397 entrées | 13 mars 2019               | 12                 |
| Italie                | 1 536 355 entrées | 21 février 2019            | 8                  |
| Espagne               | 2 168 705 entrées | 21 février 2019            | 9                  |
| Total hors États-Unis | 816 924 079 $     | 10 avril 2019              | 18                 |
| Total mondial         | 1 152 028 393 $   | 10 avril 2019              | 18                 |

## Distinctions
Entre 2018 et 2019, le film Aquaman a été sélectionné 41 fois dans diverses catégories et a remporté 2 récompenses.

### Récompenses
- Festival australien d'effets et d'animation (AEAF Awards) 2019 : Mérite spécial des meilleurs effets visuels dans un long métrage pour Method Studios.
- Festival du film sino-américain (Chinese American Film Festival (C.A.F.F.)) 2019 : Prix de l'ange d'or du film américain le plus populaire en Chine.

### Nominations
- Prix IGN du cinéma d'été (IGN Summer Movie Awards) 2018 : Meilleur film d'adaptation de bande dessinée.
- Prix Schmoes d'or 2018 :
  - Meilleure scène d'action de l'année (chasse sur le toit)
  - Meilleurs effets spéciaux de l'année,
  - Meilleurs S&C de l'année pour Amber Heard,
  - Meilleure bande-annonce de l'année,
  - Personnage le plus cool de l'année pour Aquaman / Arthur Curry.
- Académie australienne des arts du cinéma et de la télévision 2019 : 
  - Meilleurs effets visuels ou animation pour Kelvin McIlwain, Kimberly Nelson LoCascio, Josh Simmonds et David Nelson.
- Académie des films de science-fiction, fantastique et d'horreur - Prix Saturn 2019 :
  - Meilleur film tiré d'un comic,
  - Meilleure actrice dans un second rôle pour Amber Heard,
  - Meilleure réalisation pour James Wan,
  - Meilleurs décors pour Bill Brzeski,
  - Meilleur montage pour Kirk M. Morri,
  - Meilleurs costumes pour Kym Barrett.
- Association du cinéma et de la télévision en ligne 2019 :
  - Meilleure coordination de cascades pour Sam Elia, Kyle Gardiner, R.A. Rondell et Jon Valera.
- Association professionnelle d'Hollywood (Hollywood Post Alliance) 2019 :
  - Meilleur son dans un long métrage pour Tim LeBlanc, Joe Dzuban, Peter Brown, Stephen P. Robinson, Eliot Connors, Formosa Group et Warner Bros. Post Production Services,
  - Meilleur son dans un long métrage pour Tim LeBlanc et Warner Brothers Entertainment.
- Bande-annonce d'or 2019 : Meilleur bande-annonce de film fantastique ou aventure à domicile pour Warner Bros. Pictures et Aspect.
- Éditeurs de sons de films 2019 : Meilleur montage de musique dans un film pour J.J. George et Paul Rabjohns.
- Festival du film Sud par Sud-Ouest 2019 : Excellence dans la conception de titres pour Aaron Becker et Simon Clowes.
- Guilde des créateurs de costumes 2019 : Meilleurs costumes pour un film de science-fiction ou fantastique pour Kym Barrett.
- Guilde des maquilleurs et coiffeurs hollywoodiens (Hollywood Makeup Artist and Hair Stylist Guild Awards) 2019 :
  - Meilleur maquillage d’effets spéciaux dans un long métrage pour Justin Raleigh, Ozzy Alvarez et Sean Genders.
- MTV - Prix du film et de la télévision 2019 : Meilleur baiser pour Jason Momoa et Amber Heard.
- Prix Dorian 2019 : Film de l'année destiné à un jeune public.
- Prix Dragon (Dragon Awards) 2019 : Meilleur film de science-fiction ou fantastique pour James Wan, David Leslie Johnson-McGoldrick et Will Beall.
- Prix du choix des enfants 2019 :
  - Film préféré,
  - Acteur de cinéma préféré pour Jason Momoa.
- Prix du Derby d'or 2019 : Meilleurs effets visuels pour Kelvin McIlwain, Jeff White, Bryan Hirota et Kimberly Nelson LoCascio.
- Prix du jeune public 2019 :
  - Meilleur film de science-fiction ou fantastique,
  - Meilleur acteur dans un film de science-fiction ou fantastique pour Jason Momoa,
  - Meilleure actrice dans un film de science-fiction ou fantastique pour Amber Heard,
  - Meilleur méchant pour Patrick Wilson.
- Société des critiques de cinéma d'Hawaii (Hawaii Film Critics Society) 2019 :
  - Meilleurs effets visuels,
  - Meilleures cascades.
- Société des effets visuels 2019 :
  - Meilleur environnement fictif dans un film en prises de vues réelles pour Quentin Marmier, Aaron Barr, Jeffrey de Guzman et Ziad Shureih (Atlantis),
  - Meilleure cinématographie virtuelle dans un projet photoréaliste pour Claus Pedersen, Mohammad Rastkar, Cedric Lo et Ryan A. McCoy (Bataille du troisième acte).
- Taurus - Prix mondiaux des cascades 2019 :
  - Meilleur coordinateur de cascade et/ou réalisateur de la 2de équipe pour Kyle Gardiner et R.A. Rondell,
  - Meilleur gréement acrobatique pour Mark Wickham, Jade Amantea, Lee Adamson, Mark Tearle et Andy Owen.

## Suite
Aquaman et le Royaume perdu, toujours réalisée par James Wan, est sorti en 2023.